# Томас Кенингтън
Томас Бенджамин Кенингтън (на английски: Thomas Benjamin Kennington) е английски художник портретист в жанра на социалния реализъм. Основател е на New English Art Club (NEAC) и the Imperial Arts League.

## Биография
Роден е в Гримсби в Линкълншир. Обучението си в изкуствата получава в Ливърпулското художествено училище (на английски: Liverpool School of Art) (където печели златен медал), в Кралския колеж по изкуствата (на английски: Royal College of Art) в Лондон и в Академия Жулиан (на френски: Académie Julian) в Париж, където учи при Уилям Адолф Бугеро и Робер Фльори. По-късно той се премества в Челси в Лондон .
В периода 1880–1916 прави изложби в Кралската академия (на английски: Royal Academy), Лондон, но и редовно показа работата си в Кралското общество на британските художници (на английски: Royal Society of British Artists) в Suffolk Street и галерия Grosvenor. Член основател е и първи секретар на New English Art Club (от 1886). Основава и Императорска лига на изкуствата (на английски: Imperial Arts League), чиято заявена цел е да „защитава и насърчава интересите на художници и да информира, консултира и подпомага ....“  Печели бронзов медал на Световното изложение през 1889 г. 
Кенингтън умира в Лондон на 10 декември 1916 г. Синът му Ерик Кенингтън е също забележителен художник, илюстратор и скулптор.

## Творчество
Кенингтън стана известен не само с идеализираните си картини на домашни и всекидневния сцени от живота, но и с неговата работи в областта на социалния реализъм. Картини като „Сираци“ (1885), „Вдовец и сирачета“ (1885), „Бездомник“ (1890) и „Щипка бедност“ (1891) изобразяват суровата реалност на живота на бедните във Великобритания по начин, който силно въздейства на емоциите на зрителя. Предполага се, че е бил повлиян от испанския художник Мурильо (1618–1682), чиято работа също изобразява децата на улицата. Рисува в масло и акварел.

## Портрети
- Съзерцание
- Димна струя
- Есен
- Кристална топка
- Писмото
- Дама чете на прозореца
- Четене на писмо
- Кралица Виктория
- Пандора
- Аквариум
- Изкушение
- Серена